# Lycodon travancoricus
Espèce
Synonymes
- Cercaspis travancoricus Beddome, 1870

Statut de conservation UICN

 LC  : Préoccupation mineure
Lycodon travancoricus est une espèce de serpent de la famille des Colubridae.

## Répartition
Cette espèce se rencontre :
- en Inde, dans les États d'Andhra Pradesh, Tamil Nadu, Madhya Pradesh et Orissa ;
- au Pakistan.

## Publication originale
- Beddome, 1870 : Descriptions of new reptiles from the Madras Presidency. Madras Monthly Journal of Medical Science, vol. 2, p. 169-176